# 1463 en Angleterre
Chronologie de l'Angleterre
- 1459
- 1460
- 1461
- 1462
- 1463
- 1464
- 1465
- 1466
- 1467

Cette page concerne l'année 1463 du calendrier julien.

## Naissances en 1463
- Date inconnue :
  - Edward Burgh, 4e baron Strabolgi
  - John Skelton, poète
  - John Stanbridge, grammairien
  - Edward Stourton, 6e baron Stourton (en)
  - James Tuchet, 7e baron Audley
  - Joan Vaux, dame de compagnie
  - John Young, évêque suffragant de Londres

## Décès en 1463
- 9 janvier : William Neville, 1er comte de Kent
- 14 avril : John Popham, speaker de la Chambre des communes
- 22 octobre : James Berkeley, 1er baron Berkeley
- 5 novembre : John Kingscote, évêque de Carlisle
- 16 décembre : Philip Courtenay, chevalier
- Date inconnue :
  - William Benet, member of Parliament pour Canterbury
  - Geoffrey Boleyn, lord-maire de Londres
  - Richard Clitheroe, member of Parliament pour New Romney
  - Thomas Curwen, chevalier
  - Gilbert Kymer, chancelier de l'université d'Oxford
  - John Seymour, propriétaire terrien
  - Richard Wyot, chanoine de Windsor